# ليغا برو 1993-94
ليغا برو 1993-94 (بالبرتغالية: Liga de Honra de 1993–94‏) هو موسم من ليغا برو. فاز فيه نادي تيرسينس ‏.